# Nosferatu – nattens vampyr
Nosferatu – nattens vampyr (tyska: Nosferatu – Phantom der Nacht, "Nosferatu – nattens fantom") är en skräckfilm från 1979, regisserad av Werner Herzog.
Den bygger på Dracula-berättelsen av Bram Stoker och är inspirerad av Friedrich Wilhelm Murnaus film Nosferatu från 1922.

## Rollista (i urval)
- Klaus Kinski – Greve Dracula
- Isabelle Adjani – Lucy Harker
- Bruno Ganz – Jonathan Harker
- Jacques Dufilho – Kapten
- Roland Topor – Renfield
- Walter Ladengast – Dr. Van Helsing
- Dan van Husen – Fångvaktare
- Jan Groth – Hamnkapten
- Martje Grohmann – Mina
- Clemens Scheitz – Notarie
- Attila Árpa – Fiolspelande pojke (okrediterad)

## Om filmen
Från början var scenerna kring Draculas slott tänkta att spelas in i Transsylvanien och ett antal inspelningsplatser hade valts ut, men det politiska läget gjorde detta omöjligt och scenerna spelades in i Tjeckoslovakien istället. Delft och Schiedam i Nederländerna fick föreställa Wismar, som då låg i Östtyskland. Cirka 11000 råttor användes i filmen för att skildra pestutbrottet som följer Dracula. Mumierna i filmens inledning är offer för kolera 1833 och finns utställda i Guanajuato i Mexiko. Som i många av sina andra filmer använde sig Herzog av lokala talanger för småroller, bland annat anlitade han romer för att spela de romer som Jonathan Harker träffar på värdshuset och som varnar honom för Dracula.